# Driny
Driny jsou puklinová jeskyně v Malých Karpatech na Slovensku, chráněná jako národní přírodní památka. Nachází se v katastrálním území Smolenice v okrese Trnava v Trnavském kraji. Území bylo vyhlášeno v roce 1968.

## Historie
Objevili ji roku 1929 I. Vajsabel a J. Banič. Nebyli však první, kdo se pokoušel dostat do jeskyně. Už roku 1866 zde během prusko-rakouské války tábořili pruští vojáci. O první opravdové „průzkumné“ cesty v Smolenickém krasu se pokoušeli až od roku 1920 bratři Vajsablové, Valové a Štefan Banič (známý jako vynálezce padáku) se synem Janem. Pokusy byly korunované úspěchem až roku 1929, kdy se Vajsablovi a Baničovi podařilo po několika pokusech proniknout do podzemí závrtovým komínem.
O pět let později, roku 1934, zpřístupnili prvních 175 metrů podzemí. V roce 1950 objevili J. Majko, A. Droppa a L. Blaha další části jeskyně, které vynikají zachovalou krápníkovou výzdobou a v roce 1959 jeskyni znovu zpřístupnili. Z celkové délky 636 metrů je pro veřejnost zpřístupněn 550 metrů dlouhý okruh. Vchod do jeskyně se nachází v nadmořské výšce 399 metrů v západním svahu vrchu Driny (434 m), který je tvořený poměrně čistými jurskými vápenci.
Driny jsou puklinovou jeskyní, kterou vymodelovaly srážkové vody, jež pronikaly do podzemí systémem puklin, takže chodby jeskyně jsou poměrně úzké. Podzemní prostory nejsou rozsáhlé, ale mají sintrovou výzdobu, tvořenou mimo jiné závoji a hrachovými formami. Stěny jsou bohatě pokryté sintrem v teple žlutých, červenohnědých a žlutohnědých barvách. Scenérii doplňují pagodovité stalagmity a pro tuto jeskyni typické zoubkovité záclony. Déle se zde nachází drobná jezírka, sintrové vodopády a na dně bývalých podzemních jezírek hráškovitá výzdoba. K nejzajímavějším prostorám patří Síň spolupracovníků a Síň Slovenské speleologické společnosti.

## Galerie

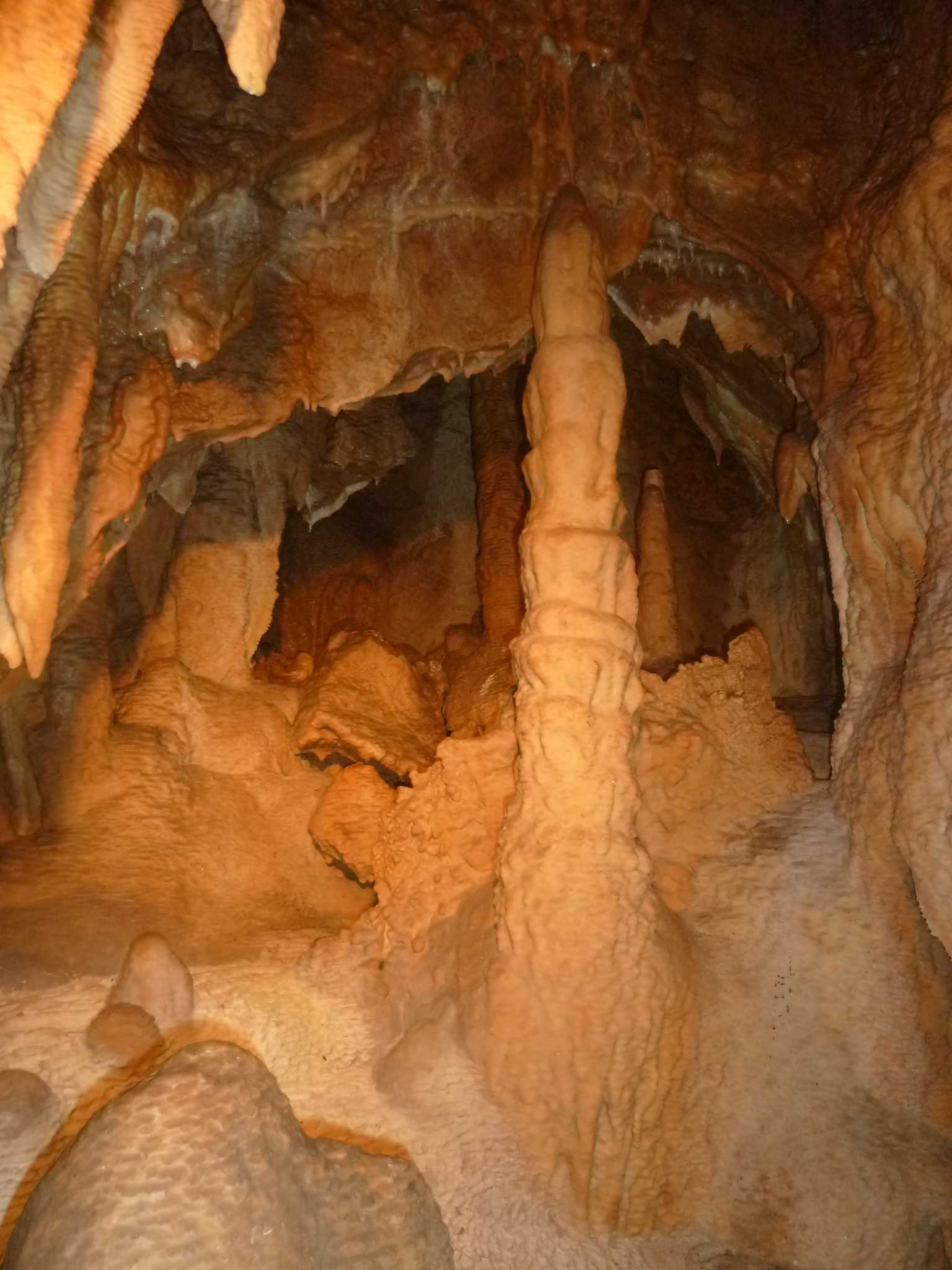
Výzdoba
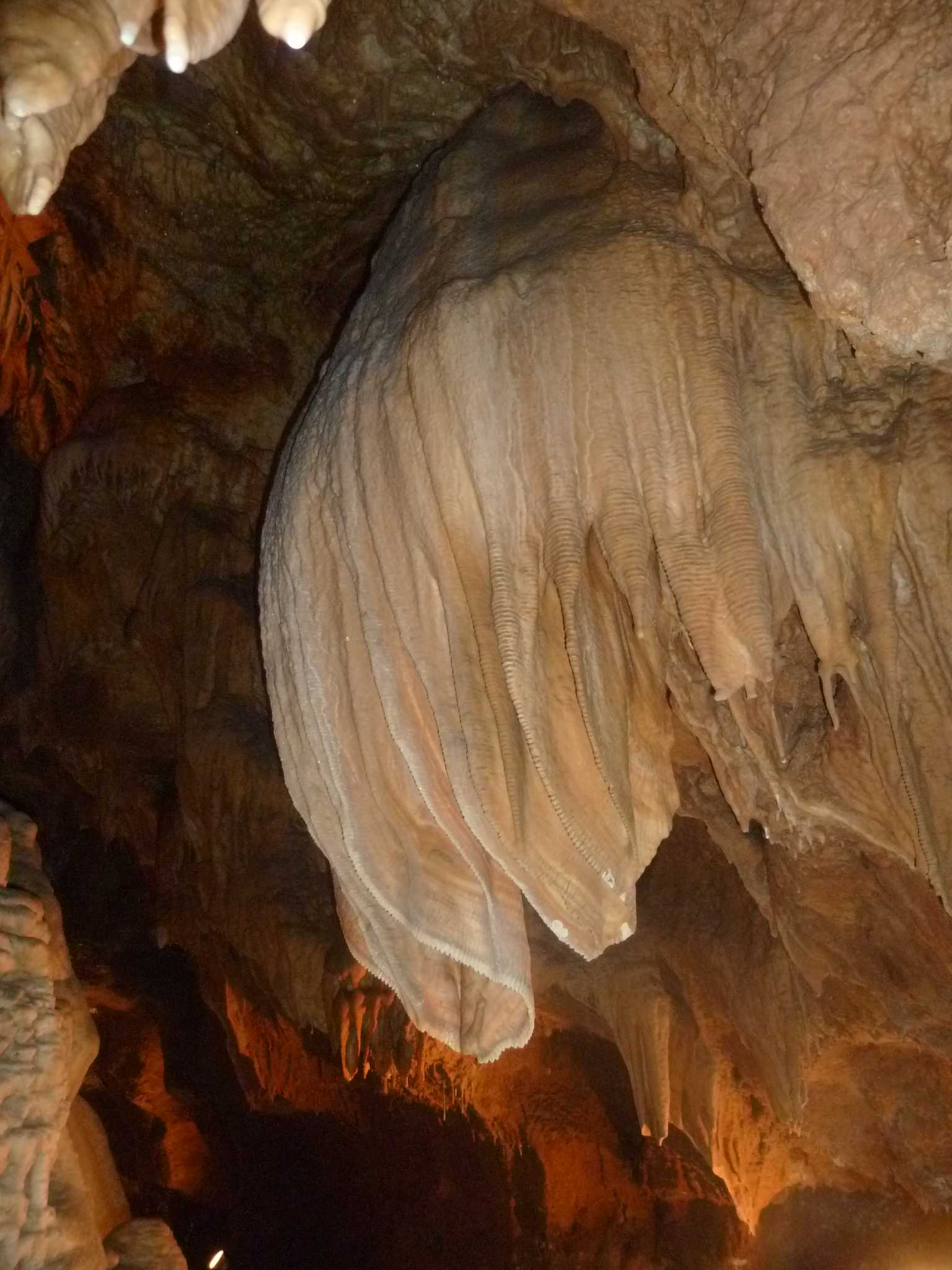
„Sloní uši“
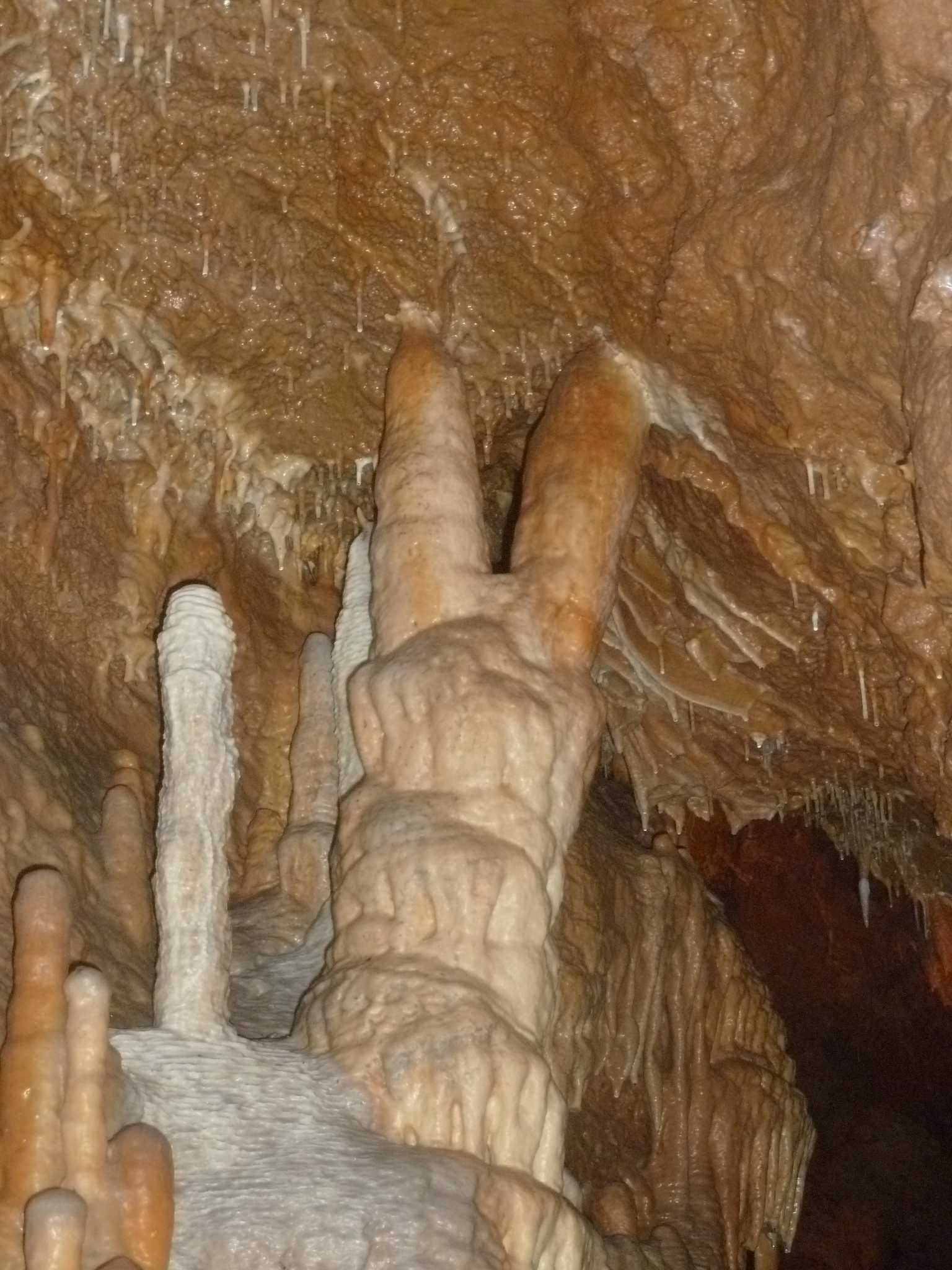
„Zajíc“
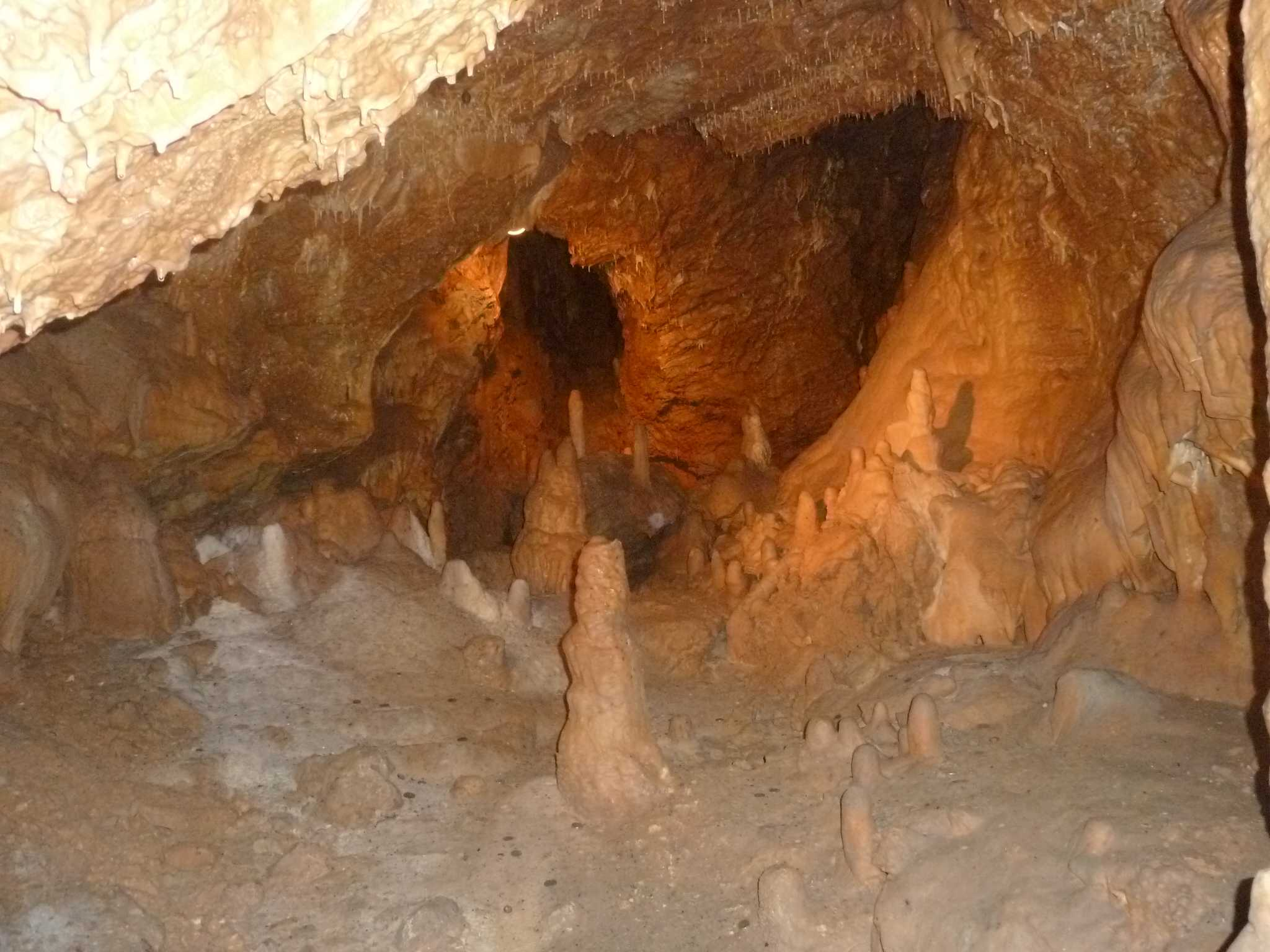
„Trpaslík“
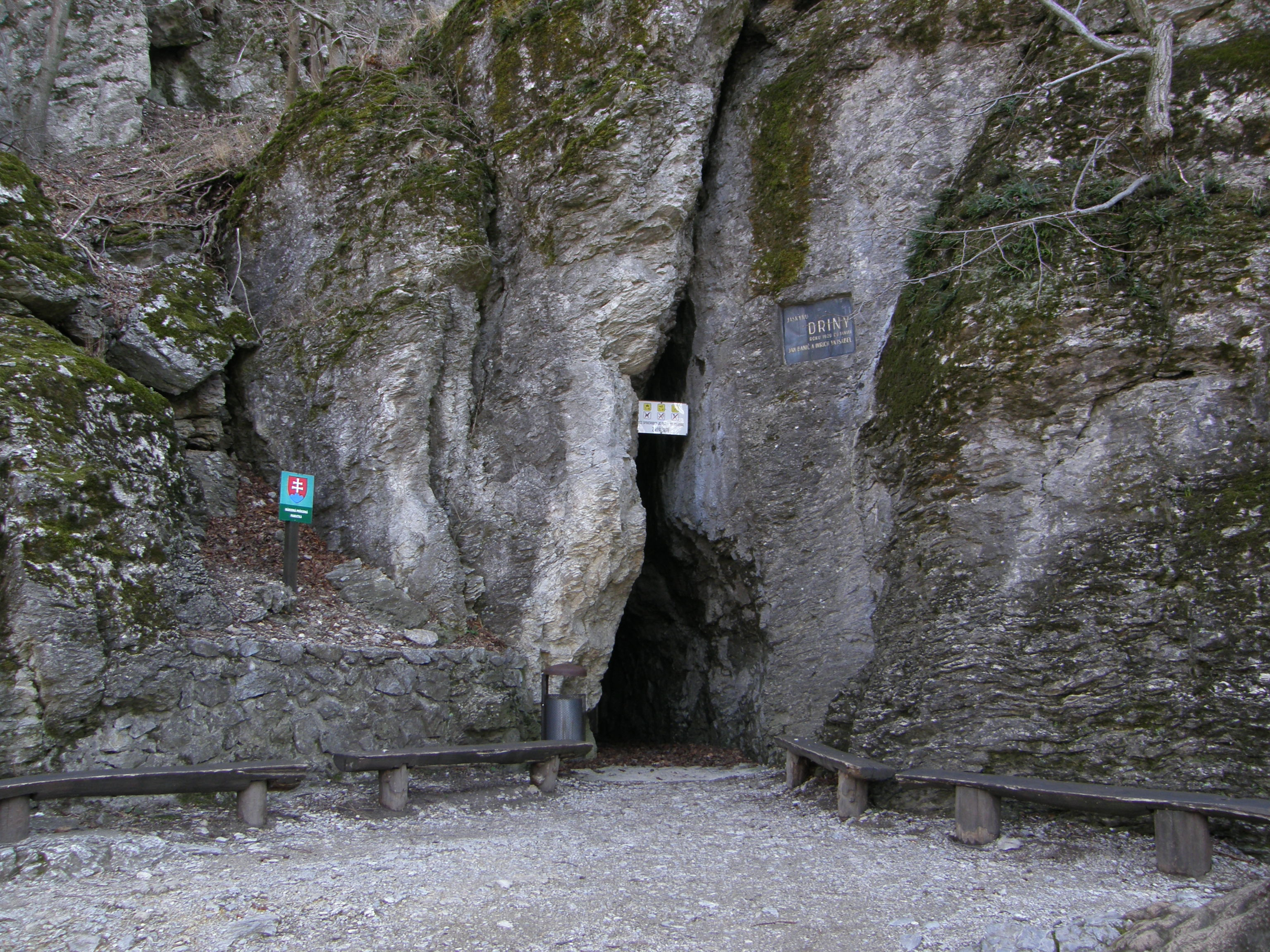
Vstup do jeskyně
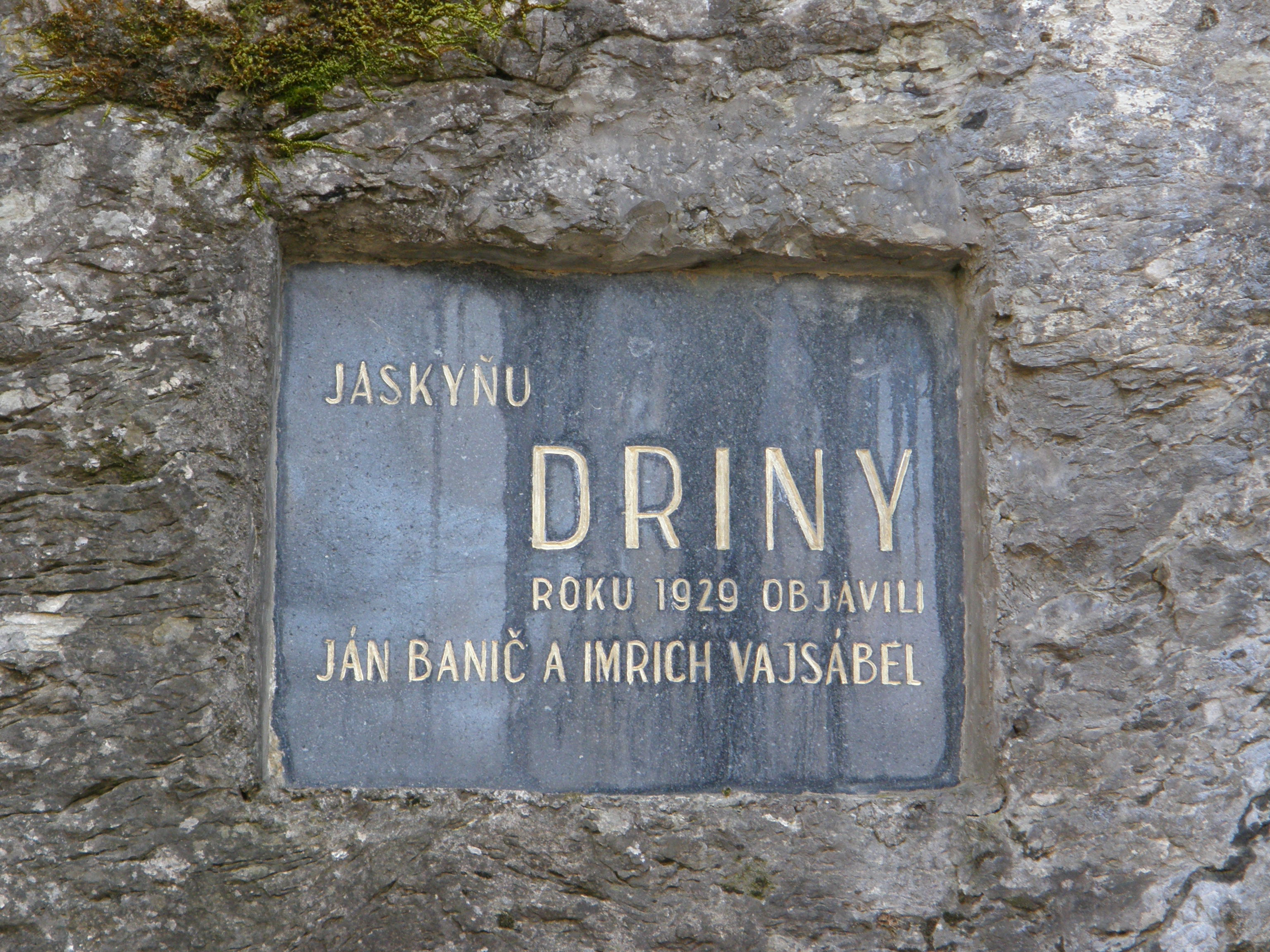
Pamětní tabule